# Віялохвістка адміральська
Віялохвістка адміральська (Rhipidura semirubra) — вид горобцеподібних птахів родини віялохвісткових (Rhipiduridae).

## Поширення
Ендемік островів Адміралтейства (Папуа Нова Гвінея). Поширений на декількох невеликих островах архіпелагу: Рамбутьо, Тонг, Сан-Мігель, Пак, Анобат та Сівіса. Історично був досить поширеним на найбільшому острові Манус, але не спостерігається там з 1934 року.
Населяє низинні ліси, включаючи деградовані вторинні ліси та зарослі кокосові плантації.